# 엔오
엔오(延応, えんおう)는 일본의 연호(元号) 중 하나이다.
- 전후 : 랴쿠닌(暦仁) 이후 - 닌지(仁治) 이전.
- 시기 : 1239년
- 천황 : 시조 천황
- 쇼군 : 가마쿠라 막부의 후지와라 노 요리쓰네
- 싯켄 : 호조 야스토키

## 개원(改元)
- 랴쿠닌 2년 2월 7일(율리우스력 1239년 3월 13일), 천변과 지진에 의해 개원.
- 엔오 2년 7월 16일(율리우스력 1240년 8월 5일), 닌지로 개원된다.

## 출전
『문선』의 「廓廟惟清、俊乂是延、摺応嘉挙」.

## 서력과의 대조표
| 엔오 | 원년   | 2년    |
| ---- | ------ | ------ |
| 서력 | 1239년 | 1240년 |
| 간지 | 기해   | 경자   |

## 같이 보기
- 일본의 연호 일람

| 이전 랴쿠닌 | 일본의 연호 1239년 ~ 1240년 | 다음 닌지 |